# Bunomys prolatus
Bunomys prolatus es una especie de roedor miomorfo de la familia Muridae.

## Distribución
Es endémica de las selvas montanas del centro de la isla de Célebes (Indonesia).

## Estado de conservación
Se encuentra amenazada de extinción por la pérdida de su hábitat natural.